# Czukor János
Czukor János (Kisszeben, 1783. március 28. – Hódmezővásárhely, 1868. május 17.) gyógyszerész, pomológus, gyümölcsfanemesítő.

## Élete
Tanulmányait az eperjesi evangélikus gimnáziumban elvégezvén, Budapesten a gyógyszerészi pályára lépett és mint segéd a „kígyó"-hoz címzett gyógyszertárban működött. Az 1820 utáni években Hódmezővásárhelyen gyógyszertárt nyitott és az 1831. évi nagy kolerájárványban mint orvos is működött, mert a városban egy ideig orvos nem volt. 1857-ben gyógyszertárát eladta és kizárólag apróbb irodalmi munkálkodással, fizikai kutatásokkal és kertészkedéssel foglalkozott.

## Munkái
Gazdászati cikkeket irt a Falusi Gazdába (1860. 1862–63.) és a Kerti Gazdaságba (1862. 1866–67.)